# 星輝中学校
旧制星輝中学校（きゅうせいせいきちゅうがっこう）は、かつて満州国牡丹江市にあった日本の旧制中学校。1942年4月に開校したが、太平洋戦争最末期のソ連対日参戦および満州国の崩壊、日本の降伏によって廃校となった。

## 概要

### 設立の背景
転勤、転居が多い関東軍の軍人・軍属が、安定的な教育を子弟に受けさせられる全寮制学校の設置を求めていたところに、陸海軍当局へ協力の名乗りを上げた山下亀三郎が1千万円（当時）の資金を提供した。その結果、内地と外地に軍人子弟のための学校が開かれることとなった。
内地では財団法人山水育英会が組織され、東京府では第一山水中学校と山水高等女学校を、大阪府では偕行社から移管された第二山水中学校の運営を始めたが、満州では関東局の在満学校組合連合会によって星輝中学校が置かれることとなった。そのため、これらの内地と外地の学校間には姉妹校的関係があり、生徒の相互転出入がなされたこともあった。

### 廃止まで
上記の経緯から、生徒募集も軍人・軍属の男児から優先的に行われ、学校生活も他校に比べて軍隊色がより濃く、教職員も関東軍人が多かったという。また、校歌は大伴家持が詠んだ「磯城島の大和の国に明けき名に負ふ伴の緒心つとめよ」（『万葉集』第20巻、4466番）の短歌にメロディを付したもの、校章は北斗七星にちなんだ七芒星をデザインしたものであった。
開校から3年余、1945年8月のソ連軍満州侵攻開始により学校は最期を迎える。教職員・生徒は部隊に編成されて日本への引き揚げを開始するが、敗戦の混乱の中での帰還は順調に進まず、しばらく大陸に残留せざるを得ない者も出た。学校としては同年8月23日、福岡県立福岡中学校校庭での解散式挙行をもって、正式な廃校となった。星輝中学校に最後に入学したのは第4期生で、卒業者は出さなかった。

## 「関東軍立」呼称
星輝中学校は、その設立背景から関東軍との関係が密接であり、「軍が作った学校」として校名の頭に「関東軍立」を付けられることがあり、同窓生にも感慨を込めてその様に呼ぶ者がいる。だが正確には、満州国内に置かれた旧制中等学校は、在満学校組合連合会が運営する公立学校であったため、「軍立」の呼称は的確ではないことを記しておく。